# Vòng loại Giải vô địch bóng đá nữ châu Âu 2017 (Bảng 3)
Bảng 3 Vòng loại Giải vô địch bóng đá nữ châu Âu 2017 bao gồm các đội: Pháp, Ukraina, România, Hy Lạp và Albania.

## Bảng xếp hạng
| VT | Đội     | ST | T | H | B | BT | BB | HS  | Đ  | Giành quyền tham dự |     |     |     |     |     |     |
| -- | ------- | -- | - | - | - | -- | -- | --- | -- | ------------------- | --- | --- | --- | --- | --- | --- |
| 1  | Pháp    | 8  | 8 | 0 | 0 | 27 | 0  | +27 | 24 | Vòng chung kết      |     | —   | 3–0 | 4–0 | 1–0 | 6–0 |
| 2  | România | 8  | 5 | 1 | 2 | 17 | 8  | +9  | 16 | Play-off            |     | 0–1 | —   | 2–1 | 4–0 | 3–0 |
| 3  | Ukraina | 8  | 4 | 1 | 3 | 14 | 12 | +2  | 13 |                     |     | 0–3 | 2–2 | —   | 2–0 | 2–0 |
| 4  | Hy Lạp  | 8  | 2 | 0 | 6 | 9  | 19 | −10 | 6  |                     | 0–3 | 1–3 | 1–3 | —   | 3–2 |     |
| 5  | Albania | 8  | 0 | 0 | 8 | 3  | 31 | −28 | 0  |                     | 0–6 | 0–3 | 0–4 | 1–4 | —   |     |

## Các trận đấu
Giờ thi đấu là CEST (UTC+2) các trận từ ngày 29 tháng 3 tới 24 tháng 10 năm 2015 và từ 27 tháng 3 tới 29 tháng 10 năm 2016, còn lại là CET (UTC+1).
| Pháp                           | 3–0      | România |
| ------------------------------ | -------- | ------- |
| Delie 16' · Le Sommer 35', 48' | Chi tiết |         |

| Albania      | 1–4      | Hy Lạp                                                     |
| ------------ | -------- | ---------------------------------------------------------- |
| Kurbogaj 23' | Chi tiết | Zani 14' (l.n.) · Kydonaki 27' · Sidira 37' · Markou 90+2' |

| Ukraina                         | 2–2      | România                 |
| ------------------------------- | -------- | ----------------------- |
| Andrushchak 63' · Romanenko 71' | Chi tiết | Voicu 13' · Giurgiu 82' |

| România                                 | 3–0      | Albania |
| --------------------------------------- | -------- | ------- |
| Lunca 9' · Corduneanu 24' · Giurgiu 74' | Chi tiết |         |

| Ukraina | 0–3      | Pháp                                  |
| ------- | -------- | ------------------------------------- |
|         | Chi tiết | Delie 42' · Bussaglia 59' · Majri 68' |

| Hy Lạp    | 1–3      | România                             |
| --------- | -------- | ----------------------------------- |
| Sarri 65' | Chi tiết | Rus 10' · Voicu 45+1' · Spânu 90+1' |

| Albania | 0–6      | Pháp                                                     |
| ------- | -------- | -------------------------------------------------------- |
|         | Chi tiết | Houara 12', 15' · Le Sommer 25', 81' · Le Bihan 63', 73' |

| Hy Lạp | 0–3      | Pháp                                        |
| ------ | -------- | ------------------------------------------- |
|        | Chi tiết | Bilbault 12' · Le Bihan 72' · Le Sommer 75' |

| Hy Lạp                                             | 3–2      | Albania                 |
| -------------------------------------------------- | -------- | ----------------------- |
| Sidira 6' (ph.đ.) · Koggouli 10' · Panteliadou 15' | Chi tiết | Velaj 26' · Hashani 41' |

| Albania | 0–4      | Ukraina                                                                        |
| ------- | -------- | ------------------------------------------------------------------------------ |
|         | Chi tiết | Apanaschenko 14' (ph.đ.) · Kozyrenko 30' · Bajraktari 67' (l.n.) · Kravets 84' |

| Hy Lạp             | 1–3      | Ukraina                                                 |
| ------------------ | -------- | ------------------------------------------------------- |
| Kravets 64' (l.n.) | Chi tiết | Apanaschenko 31' (ph.đ.) · Kalinina 68' · Boychenko 80' |

| Ukraina                       | 2–0      | Albania |
| ----------------------------- | -------- | ------- |
| Apanaschenko 15', 74' (ph.đ.) | Chi tiết |         |

| România | 0–1      | Pháp                  |
| ------- | -------- | --------------------- |
|         | Chi tiết | Bussaglia 16' (ph.đ.) |

| Pháp                                                      | 4–0      | Ukraina |
| --------------------------------------------------------- | -------- | ------- |
| Hamraoui 8' · Abily 27' · Vasylyuk 60' (l.n.) · Majri 89' | Chi tiết |         |

| Albania | 0–3      | România              |
| ------- | -------- | -------------------- |
|         | Chi tiết | Vătafu 43', 67', 77' |

| Pháp          | 1–0      | Hy Lạp |
| ------------- | -------- | ------ |
| Le Sommer 36' | Chi tiết |        |

| Ukraina                                 | 2–0      | Hy Lạp |
| --------------------------------------- | -------- | ------ |
| Apanaschenko 2' (ph.đ.) · Boychenko 44' | Chi tiết |        |

| România                  | 2–1      | Ukraina      |
| ------------------------ | -------- | ------------ |
| Havriștiuc 4' · Dușa 11' | Chi tiết | Ovdiychuk 8' |

| România                                        | 4–0      | Hy Lạp |
| ---------------------------------------------- | -------- | ------ |
| Lunca 5' · Ficzay 15' · Vătafu 76' · Bâtea 79' | Chi tiết |        |

| Pháp                                                                        | 6–0      | Albania |
| --------------------------------------------------------------------------- | -------- | ------- |
| Le Bihan 18' · Hamraoui 21', 60' · Le Sommer 45+1', 64' (ph.đ.) · Delie 77' | Chi tiết |         |

## Cầu thủ ghi bàn
8 bàn
- Eugénie Le Sommer

5 bàn
- Daryna Apanaschenko

4 bàn
- Clarisse Le Bihan
- Ștefania Vătafu

3 bàn
- Marie-Laure Delie
- Kheira Hamraoui

2 bàn
- Danai-Eleni Sidira
- Élise Bussaglia
- Jessica Houara
- Amel Majri
- Adina Giurgiu
- Alexandra Lunca
- Andreea Voicu
- Olha Boychenko

1 bàn
- Saranda Hashani
- Kujtime Kurbogaj
- Furtuna Velaj
- Sophia Koggouli
- Vasso Kydonaki
- Eleni Markou
- Dimitra Panteliadou
- Veatriki Sarri
- Camille Abily
- Charlotte Bilbault
- Mara Bâtea
- Andreea Corduneanu
- Cosmina Dușa
- Maria Ficzay
- Lidia Havriștiuc
- Laura Rus
- Florentina Spânu
- Iya Andrushchak
- Yana Kalinina
- Tetyana Kozyrenko
- Darya Kravets
- Olha Ovdiychuk
- Tetyana Romanenko

Phản lưới nhà
- Arbiona Bajraktari (gặp Ukraina)
- Marigona Zani (gặp Hy Lạp)
- Darya Kravets (gặp Hy Lạp)
- Iryna Vasylyuk (gặp Pháp)